# Parafia Zmartwychwstania Pańskiego w Aleknagik
Parafia Zmartwychwstania Pańskiego – parafia prawosławna w Aleknagik. Jedna z 15 parafii tworzących dekanat Dillingham diecezji Alaski Kościoła Prawosławnego w Ameryce.